# NGC 6684A
NGC 6684A (другие обозначения — PGC 62517, ESO 104-19, AM 1847-645) — галактика в созвездии Павлин.
Этот объект не входит в число перечисленных в оригинальной редакции «Нового общего каталога» и был добавлен позднее.